# Приречное (Денисовский район)
Приречное (каз. Приречен) — село в Денисовском районе Костанайской области Казахстана. Входит в состав Свердловского сельского округа. Код КАТО — 394063400.

## Население
В 1999 году население села составляло 88 человек (46 мужчин и 42 женщины). По данным переписи 2009 года, в селе проживало 57 человек (29 мужчин и 28 женщин).